# حسین سحرخیز
حسین سحرخیز (۱۳۳۷) بازیگر و کارگردان اهل ایران است.

## زندگی‌نامه
حسین سحرخیز در سال ۱۳۳۷ در تهران زاده شد. از سال ۱۳۵۴ به عنوان بازیگر وارد عرصهٔ هنر تئاتر گردید. از سال ۱۳۵۸ به جمع بازیگران تلویزیونی پیوست و از سال ۱۳۷۲ به سینما راه یافت. 
سحرخیز از سال ۱۳۶۸ تا سال ۱۳۷۲ برای معالجات خود در خارج از کشور از صحنهٔ فعالیت‌های هنری به دور افتاد. او در سال ۱۳۶۷ موفق به کارگردانی سریال تلویزیونی به نام آخرین روز تابستان گردید و در طول فعالیت خود در عرصهٔ تئاتر کارگردانی چندین نمایش را به عهده گرفت. 
حسین سحرخیز در چندین جشنوارهٔ تئاتر فجر به عنوان داور و کارشناس نیز حضور داشته‌ است.

## آثار

### سینما
- ۱۳۹۰ - قلاده‌های طلا
- ۱۳۸۷ - چشمک
- ۱۳۸۷ - کارناوال مرگ
- ۱۳۸۲ - دوئل
- ۱۳۷۹ - شب‌های تهران
- ۱۳۷۵ - حرفه‌ای
- ۱۳۷۵ - اسکادران عشق
- ۱۳۷۵ - در سرزمینی دیگر

### تلویزیون
| سال       | نام مجموعه        | کارگردان                         | شبکه پخش‌کننده      |
| --------- | ----------------- | -------------------------------- | ------------------ |
| ۱۳۶۳      | هاچین و واچین     | سیروس ابراهیم‌زادهمسعود رسام      | گروه کودک و نوجوان |
| ۱۳۶۴      | جنگی برای فردا    | مجید مظفری                       | شبکه ۱             |
| ۱۳۶۵      | نهضت‌های آزادی‌بخش  | اسماعیل شنگله                    | شبکه ۱             |
| ۱۳۶۵      | بهار، بهار        | محمد مطیع                        | نوروز ۱۳۶۶         |
| ۱۳۶۶      | مرغ حق            | حسین مختاری                      | شبکه ۱             |
| ۱۳۷۴      | ستاره قطبی        | مسعود آب پرور                    | شبکه ۱             |
| ۱۳۷۵      | افسانه            | مسعود رشیدی                      | شبکه ۱             |
| ۱۳۷۷      | آوای بی صدا       | مجتبی یاسینی                     | شبکه ۲             |
| ۱۳۷۷-۱۳۸۱ | تفنگ سرپر         | امرالله احمدجو                   | شبکه ۱             |
| ۱۳۷۷      | روزی عقابی        | سید محمدرضا مفیدی                | شبکه ۳             |
| ۱۳۷۸-۱۳۸۱ | شب چراغ           | امیر قویدلجمال شورجهمجید جوانمرد | شبکه ۲             |
| ۱۳۸۰      | خانه، محله، مدرسه | علی عبدالعلی زاده                | شبکه ۱             |
| ۱۳۸۲-۱۳۸۶ | چهل سرباز         | محمد نوری زاد                    | شبکه ۲             |
| ۱۳۸۴      | ریحانه            | سیروس مقدم                       | شبکه ۳             |
| ۱۳۸۴      | بوی گل‌های وحشی    | حسینعلی لیالستانی                | شبکه ۲             |
| ۱۳۸۵      | تا صبح            | مجید جوانمردمحمدعلی باشه آهنگر   | شبکه تهران         |
| ۱۳۸۷      | ترانه مادری       | حسین سهیلی زاده                  | شبکه ۳             |
| ۱۳۸۷      | آخرین دعوت        | حسین سهیلی زاده                  | شبکه ۲مناسبتی محرم |
| ۱۳۹۱      | عملیات ۱۲۵        | مسعود آب پرور                    | شبکه تهران         |
| ۱۳۹۲      | هوش سیاه ۲        | مسعود آب پرور                    | شبکه ۳             |
| ۱۳۹۶–۱۳۸۷ | سرزمین مادری      | کمال تبریزی                      | شبکه ۳             |
| ۱۳۹۹      | دخترم نرگس        | باقر پیران                       | شبکه ۱             |
| ۱۳۹۹      | خانه امن          | احمد معظمی                       | شبکه ۱             |
| ۱۴۰۱      | سایه‌های رعنا      | داریوش جهانگیری                  | شبکه ۲             |
| ۱۴۰۱      | عملیات رعد        | اصغر نعیمی                       | شبکه ۱             |
| ۱۴۰۴      | ناریا             | جواد افشار                       | شبکه ۱             |

### نمایش خانگی
| سال  | نام مجموعه | کارگردان       | انتشار از           |
| ---- | ---------- | -------------- | ------------------- |
| ۱۳۹۶ | شهرزاد ۲   | حسن فتحی       | تصویر گستر پاسارگاد |
| ۱۴۰۱ | خون‌سرد     | امیرحسین ترابی | فیلم‌نت              |